# Amplificator electronic

Un amplificator bipolar cu tranzistoare

În electronică, un amplificator este un dispozitiv utilizat în scopul reproducerii amplificate a unui semnal electric de intrare, obținându-se la ieșire semnalul (mărimea) cu intensitate mărită. Un amplificator are în alcătuire cel puțin un element activ (tranzistor).
El poate fi construit pentru amplificare  de tensiune, de curent sau de putere.
Un exemplu îl constituie amplificatorul audio.